# John Magee
John Magee, S.P.S. (n. Newry, Irlanda del Norte, 24 de septiembre de 1936) es un obispo y misionero católico, filósofo y teólogo norirlandés.

## Biografía
Nacido en la ciudad de Newry (Irlanda del Norte) en el año 1936.
En septiembre de 1958, se unió a la congregación religiosa la Sociedad de San Patricio para las Misiones Extranjeras (SPS), entrando en uno de los seminarios de la orden en el Condado de Wicklow, donde realizó sus estudios eclesiásticos siendo ordenado sacerdote el día 17 de marzo de 1962.
Ese mismo año comenzó sus estudios universitarios, licenciándose en Filosofía por la Universidad de Cork y seguidamente se trasladó a Italia donde se licenció en Teología por la Pontificia Universidad Lateranense de la ciudad de Roma.
Posteriormente estuvo durante seis años como misionero en Nigeria y al pasar estos años fue nombrado procurador general de su congregación en Roma.
En el año 1996, entró en servicio en la Curia Romana siendo secretario de la Congregación para la Evangelización de los Pueblos. Más tarde el papa Pablo VI escogió a John Magee como su secretario privado personal, tras el fallecimiento de Pablo VI permaneció en servicio siendo el secretario del papa Juan Pablo I y seguidamente de su sucesor Juan Pablo II, donde trabajó junto a Diego Lorenzi y Stanisław Dziwisz y fue el primer secretario personal en la historia que ha estado al servicio de tres sumos pontífices.
También durante estos años fue capellán de la Guardia Suiza Pontificia y entre 1982-1987 fue maestro de la Oficina de las Celebraciones Litúrgicas del sumo pontífice.
El 17 de febrero de 1987, el papa Juan Pablo II lo nombró como obispo de la diócesis irlandesa de Cloyne.
Recibió la consagración como obispo el 17 de marzo de ese mismo año en la Basílica de San Pedro de la Ciudad del Vaticano, donde recibió el Sacramento del Orden a manos de Juan Pablo II y como co-consagrantes tuvo a Mons. Eduardo Martínez Somalo y a Mons. Francis Brooks.
Entre los años 1992-1997 fue miembro de la Congregación para los Obispos, también entre julio de 1994 y marzo de 1996 fue Administrador Apostólico de la Diócesis de Limerick y Presidente de la Comisión para la liturgia de la Conferencia Episcopal Irlandesa.
En el año 2009 en la diócesis de Cloyne de la que John Magee era obispo, salto el escándalo de abuso sexual a menores por dignatarios católicos de su oficina, de la cual Magee fue acusado de haberlos cubierto, pero finalmente defendió su inocencia declarando sentirse horrorizado y avergonzado, aceptó toda la responsabilidad y pidió disculpas por todo lo ocurrido. También ofreció reunirse con todas las víctimas de abuso y afirmó pedirles disculpas incluso de rodillas:

"Yo pido perdón, lo siento y quiero decir que si quieren venir a verme en privado voy a hablar con ellos y ofrecer mi más profunda disculpa y si es necesario disculparme de rodillas.
Me siento verdaderamente horrorizado tras haberme leído todos los informes de los abusos.
Todo esto es un asunto de la Diócesis de Cloyne"
John Magee

Tras todo el escándalo desatado, el día 24 de marzo del año 2010 John Magee presentó su renuncia al gobierno pastoral de la diócesis al papa Benedicto XVI debido a todo lo ocurrido y también por motivos de edad, sucedido por el nuevo obispo Mons. William Crean y pasando a ser el obispo emérito de la Diócesis de Cloyne.